# Mamour Cissé
Pour les articles homonymes, voir Cissé.
Mamour Cissé, né le 3 mars 1957 à Dakar-Plateau, est un homme politique sénégalais. Il est depuis le 3 novembre 2011 Ministre d'État auprès du président de la République, Abdoulaye Wade. Il est le fondateur du Parti social démocrate (PSD Jant-Bi).
Ce politicien et homme d'affaires a été député en 2008, 6e vice-président de l'Assemblée nationale en 2010. En 2011, il démissionne pour devenir le ministre conseiller du président de la République du Sénégal.